# Scharlakansmyzomela
Scharlakansmyzomela (Myzomela sanguinolenta) är en fågel i familjen honungsfåglar inom ordningen tättingar.

## Utseende och läten
Den är 9 till 11 centimeter lång, vilket gör den till den minsta honungsfågeln i Australien. Den har kort stjärt och en relativt lång nedåtböjd näbb. Den är sexuellt dimorf; hanen är anslående röd med svarta vingar, medan honan är helt brun. Lätet är betydligt starkare än för de flesta andra honungsfåglar, och en mängd olika rop har spelats in, bland annat ett som liknar en pinglande klocka.

## Utbredning och systematik
Fågeln förekommer i östra Australien (Cooktown, Queensland till östra Victoria). Den är en flyttfågel i de södra delarna av utbredningsområdet, där den flyttar norrut under vintern. Den behandlas vanligen som monotypisk, det vill säga att den inte delas in i några underarter. Vissa inkluderar nyakaledonienmyzomela (Myzomela caledonica) som underart. Arten beskrevs första gången av den engelska ornitologen John Latham år 1801. 

## Levnadssätt
Scharlakansmyzomelans naturliga livsmiljö är skog, där den söker sin föda främst i de övre trädkronorna. Den är en allätare som lever på insekter och nektar. Upp till tre kullar kan födas upp under en häckningssäsong. Honan lägger två eller sällan tre fläckiga vita ägg i ett skålformat bo som är 5 centimeter i diameter och som placeras högt uppe i ett träd. 

## Status
Den Internationella naturvårdsunionen har bedömt den vara livskraftig tack vare dess stora utbredningsområde och dess till synes stabila population.